# Dháraní

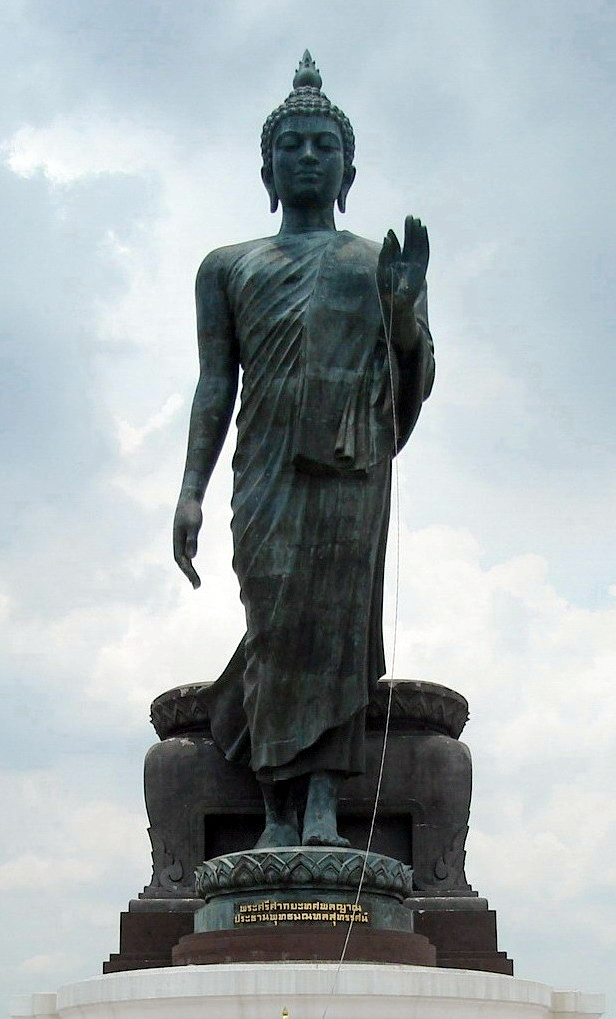
Buddha v Phutthamonthon

Dháraní (tamilsky தாரணி , tibetsky gzungs. transliterace dhāraṇī – doslova udržuje, udržující (magickou moc) je v tibetském buddhismu určitá část dharmické řeči buddhů.

## Buddhismus

### Dva významy Dháraní
Prvním významem je schopnost udržet v mysli řeč, nauku buddhů, bez jediné chyby, po jejich vyslechnutí. Tuto schopnost dosahovali arhaté. Díky tomu byla přes tři sta let udržována řeč Buddhy bez jediné chyby, aniž by byla překroucena. 
Arhaté vždy když začali mluvit o Dharmě, kterou slyšeli přímo z úst samotného Buddhy, začínali stejnou větou: Tak jsem slyšel, což okamžitě dávalo jistotu, že je to přesné opakování slov Buddhy bez jediného chybného slova. Do dnešního dne začínají sútry těmito slovy.
Esencí sútry je text, kterému se říká Dháraní, který znamená udržení v mysli významu této nauky a tohoto textu v paměti. Dháraní v tomto případě už nejde přeložit do lidského jazyka, i když se v dnešní době setkáváme s pokusy přeložení těchto Dháraní. Někdy na začátku Dháraní, jindy uprostřed a někdy také na konci se objevuje esence Dháraní, nebo také srdce Dháraní, kterou je mantra, a esencí mantry je semenná slabika této mantry, tzv. bídža. Cílem Dháraní (skt. māhātmya) je to, co jí činí skutečnou. 
Dháraní neboli tib. gzungs v tomto případě již nemají logický sled. Je to spíše tajemná řeč, která pro nás nemá logiku. Svůj smysl nabývají, až když zůstanou probuzené pomocí praxe a duchovního rozvoje praktikujícího žáka.

### Sútry a Dháraní
Poprvé se ze slovem Dháraní setkáváme v textech Lalitavistara sūtra a Saddharmapundarīka sūtra. Karunāpundarika sūtra ve své druhé části má celou škálu Dháraní vypočítavaných jako základy důvěry, víry  (skt. adhimuktipadam) v získání různých dovedností, které musí ovládat Bódhisattva (např. čtyři magické síly, skt. siddhi).
Z důvodu magických mocí Dháraní jejich symboliku a charakter do detailu zpracovaly školy tantry.
V sútře Buddhy medicíny se nachází Dháraní, jejímž úkolem je pomoci všem lidem trpícím různými nemocemi, mezi jinými také žloutenkou. Podle tradice byla pronesena Buddhou –  z čela se mu rozzářilo světlo a rozezněla se Dháraní: 
| Namo bhagavate bhaišadżjaguru-vajdúrja prabha-rádżája tathágatája arhate samjak sambuddhája tad jathá. Om bhaišadżje bhaišadżje bhaišadżja-samudgate sváhá. | Poklony Nejvyššímu mistru uzdravení, králi lapis lazuli, Tomu, který přišel, osvícenému arhatovi. Ať je pozdravena nejvyšší schopnost uzdravení. |

čín. tuoluoni () | kor. t'arani () | jap. darani () | viet. da la ni
čín. zong-chi () |kor. ch'ongji () | jap. sōji () | viet. tông tri | tib. gzungs.sangs ().
čín. mi-zhou () | kor. milju () | jap]. mitsuju () | viet. mât tru.
čín. zhouyu () | kor. chuǒ () | jap. jugo () |viet. tru ngu'.
čín. zhouwen () | kor. chumun () | jap. jumun () | viet. tru văn.
čín. chi-ming () | kor. chimyǒng () | jap. chimyō () | viet. tri minh.
čín. zhouyuan () | kor. chuwǒn () | jap. shūgen () | viet. tru nguyen.